# Nemes Máté
Nemes Máté (Zenta, 1993. július 21. –) szerb kötöttfogású birkózó. A 2019-es birkózó-világbajnokságon a bronzmérkőzésig jutott 67 kg-os súlycsoportban, kötöttfogásban, melyet megnyert. A 2019-es Európa-játékokon bronzérmes lett 67 kg-ban, a 2014-es Mediterrán játékokon ezüstérmet szerzett 71 kg-os súlycsoportban.

## Sportpályafutása
A 2019-es birkózó-világbajnokságon a bronzmérkőzésig jutott, melyet megnyert. Ellenfele a dán Frederik Holmquist Bjerrehuus volt. Az eredmény: 10-0.